# Joachim Heinrich Schultze
Joachim Heinrich Schultze (* 21. August 1903 in Hamburg; † 27. Februar 1977 in Berlin) war ein deutscher Geograph. Seine Arbeitsschwerpunkte waren Wirtschafts- und Kulturgeographie, Landschaftsökologie, geographische und wirtschaftswissenschaftliche Regional- und Stadtforschung.

## Ausbildung mit Schwerpunkt Frankfurt/M. in der Weimarer Republik
Nach einem Studium der Geographie, Geologie, Geschichte und Nationalökonomie erwarb Schultze den Titel des Diplom-Kaufmann (1925). Er promovierte zum Dr. rer. pol. (1927) und zum Dr. phil. nat. (1928) an der Universität Frankfurt/M.
Seit 1928 war Schultze als Assistent am Geographischen Institut der Universität Frankfurt/M. tätig. Er habilitierte dort im Jahr 1930.

## Die Jenaer Zeit
Im Jahr 1930 nahm Schultze als Privatdozent eine Lehrtätigkeit an der Universität Jena auf. Ab 1937 war er dort nichtbeamteter Professor; ab 1942 beamteter Professor. Der Geograph Kurt Scharlau war ein Assistent von Schultze. Schultze leitete zeitweise die Hochschularbeitsgemeinschaft für Raumforschung an der Universität Jena. Joachim Heinrich Schultze war Mitglied der NSDAP.
Die Deutsche Forschungsgemeinschaft bewilligte Schultze zwischen 1941 und 1944 zahlreiche Sach- und Reisebeihilfen, vor allem für koloniale Forschungen in afrikanischen Staaten (Togo, Guinea u. a.).

## Nach 1945: Zwischen Ost und West
Nach dem Zweiten Weltkrieg blieb Schultze nach seiner Entnazifizierung zunächst in Jena und vertrat in der DDR einen Lehrstuhl für Geographie (Universität Jena, 1950). Schultze arbeitete zunächst (ab 1946) jedoch im Rahmen der weiter fortbestehenden Jenaer Hochschularbeitsgemeinschaft für Raumforschung an Wiederaufbauplanungen für Thüringen (bis 1950). Der Historiker Oliver Werner betont den brieflichen Kontakt zwischen Joachim Heinrich Schultze und Kurt Brüning (Hannover, erster Leiter der ARL) ab 1945. Schultze hatte nach Ute Wardenga u. a. zeitweise den Vorsitz der Arbeitsgemeinschaft der Hochschulgeographen der DDR inne. In diesem Rahmen wurden Pläne für die Zukunft des Geographie-Studiums in der DDR entwickelt.
1956 erhielt Schultze einen Ruf der FU Berlin und siedelte nach West-Berlin über. Er wirkte an der Freien Universität Berlin als ordentlicher Professor für Geographie (Mathematisch- und Naturwissenschaftliche Fakultät) und als Direktor des Geographischen Instituts. Auch in der Bundesrepublik setzte sich Schultze (u. a. im Rahmen von Geographentagen, die er organisierte) für die Konzeption des Geographie-Studiums ein. „Schließlich kehrte die Führungspersönlichkeit Schultze der DDR 1956 für immer den Rücken und nahm einen Ruf der Freien Universität in West-Berlin an. Die Systemspaltung der deutschen Geographie hatte begonnen. Die Einführung des Diplom-Studiengangs an der FU Berlin (1957) beruhte offensichtlich auf Schultzes persönlichen Erfahrungen in der DDR.“:42
Joachim Heinrich Schultze gehörte zu den wenigen Geographen, die sich nach 1945 – noch in der DDR – kritisch zu Walter Christallers System der zentralen Orte äußerten.
Im Jahr 1972 erfolgte Schultzes Emeritierung.

## Mitgliedschaften
- Akademie für Raumforschung und Landesplanung, Hannover (ordentliches Mitglied der ersten Generation der ARL, 1953)
- Ordentliches Mitglied der Deutschen Akademie der Naturforscher Leopoldina, Halle (1954)
- Mitglied der Gesellschaft für Erdkunde, Berlin

## Auszeichnungen
- Silberne Carl-Ritter-Medaille (1953)
- Silberne Gustav-Nachtigal-Medaille der Gesellschaft für Erdkunde zu Berlin (1969)
- Ehrenmitglied der Società Geografica Italiana (1961)
- Ehrenmitglied der Geographischen Gesellschaft zu Hannover (1961)[1]

## Schriften (Auswahl)
- Der spekulative Charakter des Bergbaus, Frankfurt/M. 1928 (Diss. Frankfurt/M. 1927).
- (Redaktion für) Rhein-Mainischer Atlas für Wirtschaft, Verwaltung und Unterricht / Walter Behrmann, Otto Maull. Bearbeiter in den Rhein-Mainischen Forschungen in der Geographie am Geographischen Institut der Universität Frankfurt a. M. 1929.
- Die Berufsstruktur der rhein-mainischen Bevölkerung, Frankfurt/M. 1929.
- Die Häfen Englands: Eine wirtschaftsgeographische Untersuchung der Schiffahrtszentren in Grossbritannien. Deutsche Wissenschaftliche Buchhandlung, Leipzig 1930 (= Schriften des Weltwirtschafts-Instituts der Handelshochschule Leipzig, Band 6).
- Deutsche Siedlung: Raumordnung und Siedlungswesen im Reich und in den Kolonien. Enke, Stuttgart 1937.
- Der sudetendeutsche Raum: 4 Vorträge, gehalten im Auftrag des  Kreisschulungsamtes Jena-Stadtroda, Jena 1938.
- Der Wirtschaftswert unserer Kolonien: Die wirtschaftlichen Möglichkeiten der deutsch-afrikanischen Kolonien und ihre Nutzung durch die Mandatsmächte, Berlin 1940.
- Grundlagenforschung und Zweckforschung in der modernen Geographie, in: Petermanns Geographische Mitteilungen 89, 1943, H. 7/8, S. 193–203.
- Umsiedlung und Raumforschung. Die Verteilung der Neubürger in Thüringen nach geographisch-raumordnerischen Gesichtspunkten, in: Raumforschung und Raumordnung 9, 1948, H. 1, S. 15–27.
- Der ideale Landkreis und seine Grenzen, in: Petermanns Geographische Mitteilungen 93, 1949, S. 145–160.
- Stadtforschung und Stadtplanung, Bremen-Horn 1952 (= Veröffentlichungen der Akademie für Raumforschung und Landesplanung: Raumforschung und Landesplanung; Band 23).
- Begriff und Gliederung geographischer Landschaften. In: Forschungen und Fortschritte 29, (1955), S. 291–297.
- (und Mitarbeiter): Die naturbedingten Landschaften der Deutschen Demokratischen Republik. In: Petermanns Geographische Mitteilungen, Ergänzungsheft 257, Gotha 1955.
- Geomorphologische Abhandlungen: Otto Maull zum 70. Geburtstage gewidmet. Besorgt von Edwin Fels, Hermann Overbeck u. Joachim-Heinrich Schultze. Reimer, Berlin 1957.
- Diskussion zu den Fachvorträgen des Verbandes Deutscher Berufsgeographen, in: Deutscher Geographentag in Würzburg 29. Juli bis 5. August 1957, Tagungsbericht und wissenschaftliche Abhandlungen, hrsg. von Julius Büdel und Horst Mensching, Wiesbaden 1958, S. 548.
- Raumforschung und Geographie in ihrer Stellung zueinander, in: Akademie für Raumforschung und Landesplanung (Hrsg.): 25 Jahre Raumforschung in Deutschland. Bremen: Walter Dorn Verlag. S. 37–57.
- (mit E. Meynen, J. Schmithüsen, J. Gellert, E. Neef, H. Müller-Miny): Handbuch der naturräumlichen Gliederung Deutschlands. Bad Godesberg, VI. Lieferung 1959, VII. Lieferung 1961.
- Stadtgeographischer Führer Berlin (West) / von Joachim H. Schultze unter Mitarb. von Bruno Aust [u. a.], Bornträger, Berlin, Stuttgart 1972.